# Marie-José Nadal-Gardère
Marie-José Nadal-Gardère, née en 1931 et morte en 2020, est une artiste peintre haïtienne, également sculptrice, mais aussi auteure d’ouvrage sur la peinture haïtienne.

## Biographie
Née en 1931 à Port-au-Prince,, élève de Lucien Price au Centre d'art de Port-au-Prince, Nadal-Gardère étudie aussi en France puis au Canada, où elle apprend la céramique et la sculpture sur métal. Ses peintures, s’inscrivant dans l’abstraction lyrique, ont été exposées au Canada,, aux États-Unis, dans les Caraïbes et en Europe occidentale. Revenue à Haïti, elle y devient propriétaire de la galerie Marassa à Pétion-Ville.
Elle meurt à 89 ans en 2020.

## Principale publication
- (fr + en) La Peinture Haïtienne : Haitian Arts, Paris, Édition Nathan, 1986, avec Gérald Bloncourt